# Paragrodiaetus erschoffi
Paragrodiaetus erschoffi is een vlinder uit de familie van de Lycaenidae. De wetenschappelijke naam van de soort is voor het eerst geldig gepubliceerd in 1870 door Lederer.